# Saint-Blimont

Saint-Blimont este o comună în departamentul Somme, Franța. În 1 ianuarie 2022 avea o populație de 884 de locuitori.